# Coelopa vanduzeei
Coelopa vanduzeei is een vliegensoort uit de familie van de wiervliegen (Coelopidae). De wetenschappelijke naam van de soort is voor het eerst geldig gepubliceerd in 1914 door Cresson.